# Epitola gerina
Epitola gerina är en fjärilsart som beskrevs av William Chapman Hewitson 1878. Epitola gerina ingår i släktet Epitola och familjen juvelvingar. Inga underarter finns listade i Catalogue of Life.